# Onthophagus lemniscatus
Onthophagus lemniscatus är en skalbaggsart som beskrevs av Gillet 1924. Onthophagus lemniscatus ingår i släktet Onthophagus och familjen bladhorningar. Inga underarter finns listade i Catalogue of Life.